# سازمان حفاظت طبیعت
سازمان حفاظت طبیعت (به انگلیسی: NatureServe, Inc)، یک سازمان غیرانتفاعی مستقر در شهرستان آرلینگتون، ویرجینیا، ایالات متحده است که داده‌ها، ابزارها و خدمات اختصاصی مربوط به حفاظت از حیات وحش را به مشتریان خصوصی و دولتی، سازمان‌های شریک و همگان ارائه می‌دهد. سازمان حفاظت طبیعت گزارش می‌دهد که «دفتر مرکزی آن در آرلینگتون، ویرجینیا، با دفترهای منطقه‌ای در چهار مکان ایالات متحده و در کانادا است.» در سال ۲۰۱۱ آنها ۸۶ کارمند، ۶ داوطلب و ۱۵ افسر مستقل را گزارش کردند.

## برنامه‌ها
برنامه‌های سازمان حفاظت طبیعت بر چهار حوزه اصلی تمرکز دارند:
- مستندسازی وضعیت حفاظتی و مکانی گونه‌ها و اکوسیستم‌ها
- تولید تجزیه‌وتحلیل برای هدایت برنامه‌ریزی حفاظت
- توسعه ابزارهای نرم‌افزاری برای هدایت برنامه‌ریزی حفاظت
- مدیریت برنامه‌های میراث طبیعی و مراکز داده حفاظتی

در سال ۲۰۱۱، سازمان حفاظت طبیعت، IRS Form 990 درآمد کل ۸٬۶۸۰٬۲۱۶ دلار و کل هزینه‌های ۸٬۸۹۲٬۰۰۷ دلار را فهرست کرد.